# Acme (テキストエディタ)
Acmeは、Plan 9 from Bell Labs (Plan 9) オペレーティングシステム (OS) のテキストエディタでありグラフィカルなシェル。ロブ・パイクが設計・実装した。samのコマンド言語を利用できる。インタフェース設計はOberonの影響を受けている。9Pサーバとして動作する点が他のエディタ環境とは異なる。特筆すべきユーザインタフェース上の特徴として mouse chording がある（マウスの複数のボタンを同時に押すなどして、様々なコマンドを実行させる方式）。

## 概要
Acmeは電子メールクライアントおよびニュースクライアントとしても使え、wikifsのフロントエンドとしても使える。これらの機能はAcmeの持つファイルシステムインタフェースを通して外部コンポーネントを連携させることで可能になっている。

## 移植
AcmeはInfernoオペレーティングシステムに移植され、Infernoのデフォルトのディストリビューションの一部となっている。Infernoは他のOS上でアプリケーションとして動作できるよう設計されているため、Inferno上のAcmeはMicrosoft WindowsやLinuxといった各種OS上で利用できる。acme: stand alone complexというプロジェクトでは、AcmeとInfernoを1つにパッケージ化してスタンドアロンのアプリケーションとして動作させようとしている。
Unix系OSで動作するAcmeの移植版がPlan 9 from User Spaceにある。Plan 9 from User SpaceはPlan 9の各種プログラムの移植版を集めたものである。このバージョンもLinux上で動作可能であり、いくつかのLinuxディストリビューションに含まれている。